# Naturschutzgebiet Grube Cox
Das Naturschutzgebiet Grube Cox (NSG-Kennung GL-035) ist ein rund 22,3 Hektar großes Naturschutzgebiet in der nordrhein-westfälischen Stadt Bergisch Gladbach im Rheinisch-Bergischen Kreis. Es handelt sich um ein ehemaliges Steinbruchgelände, das erstmals 1996 durch Verordnung der Bezirksregierung Köln als Naturschutzgebiet festgesetzt wurde.
Seit 2008 ist das NSG über den Landschaftsplan Südkreis des Rheinisch-Bergischen Kreises ausgewiesen.

## Lage
Naturräumlich gehört der Bereich zum Übergang zwischen den Bergischen Hochflächen (Süderbergland) und der Bergischen Heideterrasse (Niederrheinische Bucht).
Die Grube Cox liegt am Westrand des Waldgebiets Hardt, jeweils etwa zur Hälfte in den beiden Gemarkungen Gladbach und Bensberg-Freiheit. Im Norden befindet sich der Stadtteil Heidkamp, im Süden der Stadtteil Lückerath.

## Gebietsbeschreibung
Im Steinbruch wurde etwa von 1969 bis 1985 Dolomit abgebaut; danach sollte die Grube ursprünglich verfüllt werden. Auf Grund der Artenvielfalt wurde sie jedoch offen gelassen und unter Naturschutz gestellt.
Die Fläche ist kleinräumig gegliedert, es befinden sich viele verschiedene Biotoptypen auf engem Raum nebeneinander. Zu nennen sind hier vier größere Stillgewässer (ehemalige Abgrabungsgewässer), Felswände, vegetationsfreie Schutthalden sowie umliegende Waldflächen, die für verschiedene Pflanzen- und Tierarten einen Lebensraum bieten.
Besondere Tier- und Pflanzenarten, die im Naturschutzgebiet vorkommen, sind unter anderem Ringelnatter, Zauneidechse, Eisvogel, Fledermäuse (mehrere Arten) und Sandbienen (Andrena-Arten) sowie Echtes Tausendgüldenkraut, Kreuzblume und Krebsschere.

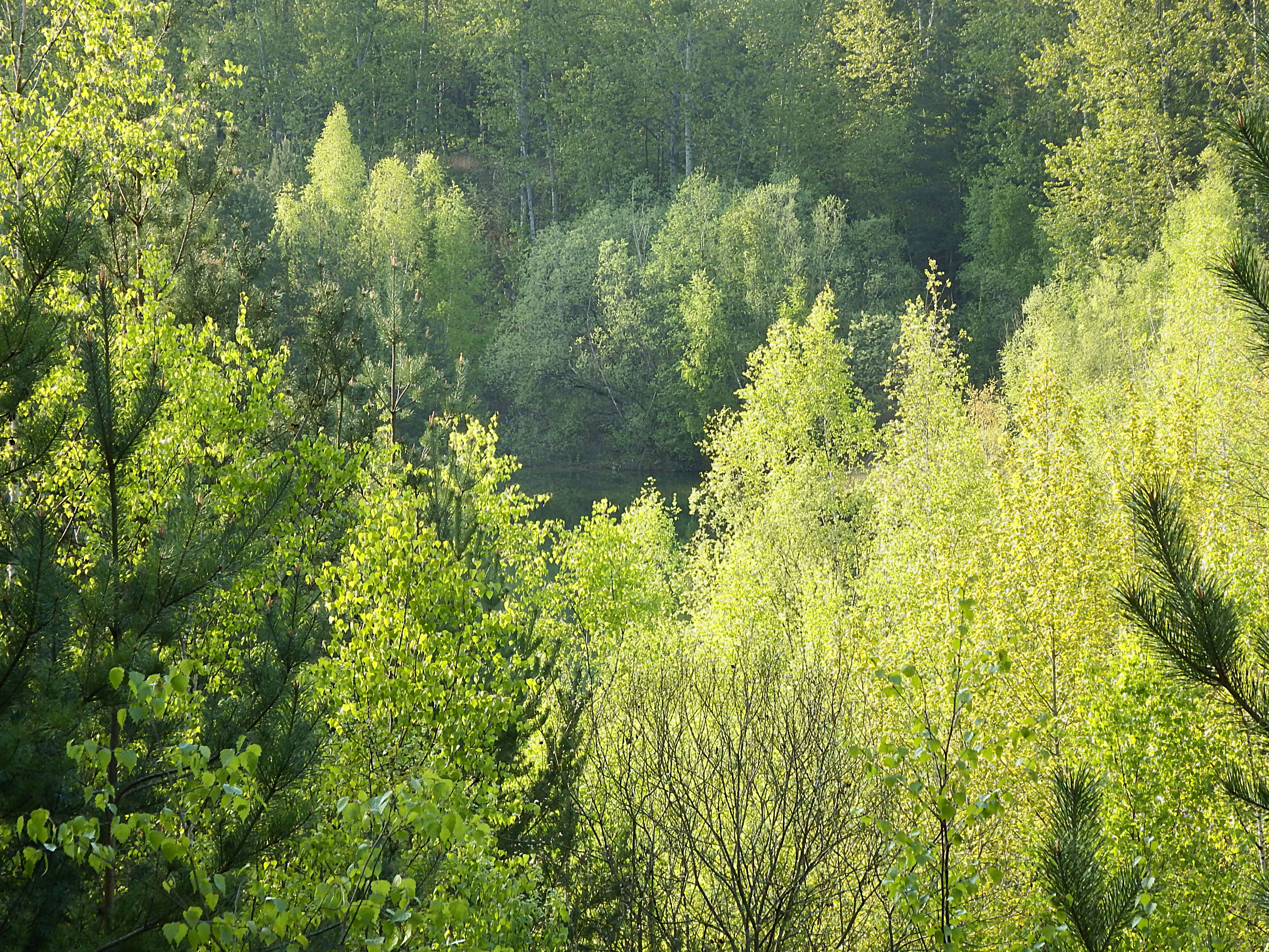
Birkenreicher Sekundärwald im NSG
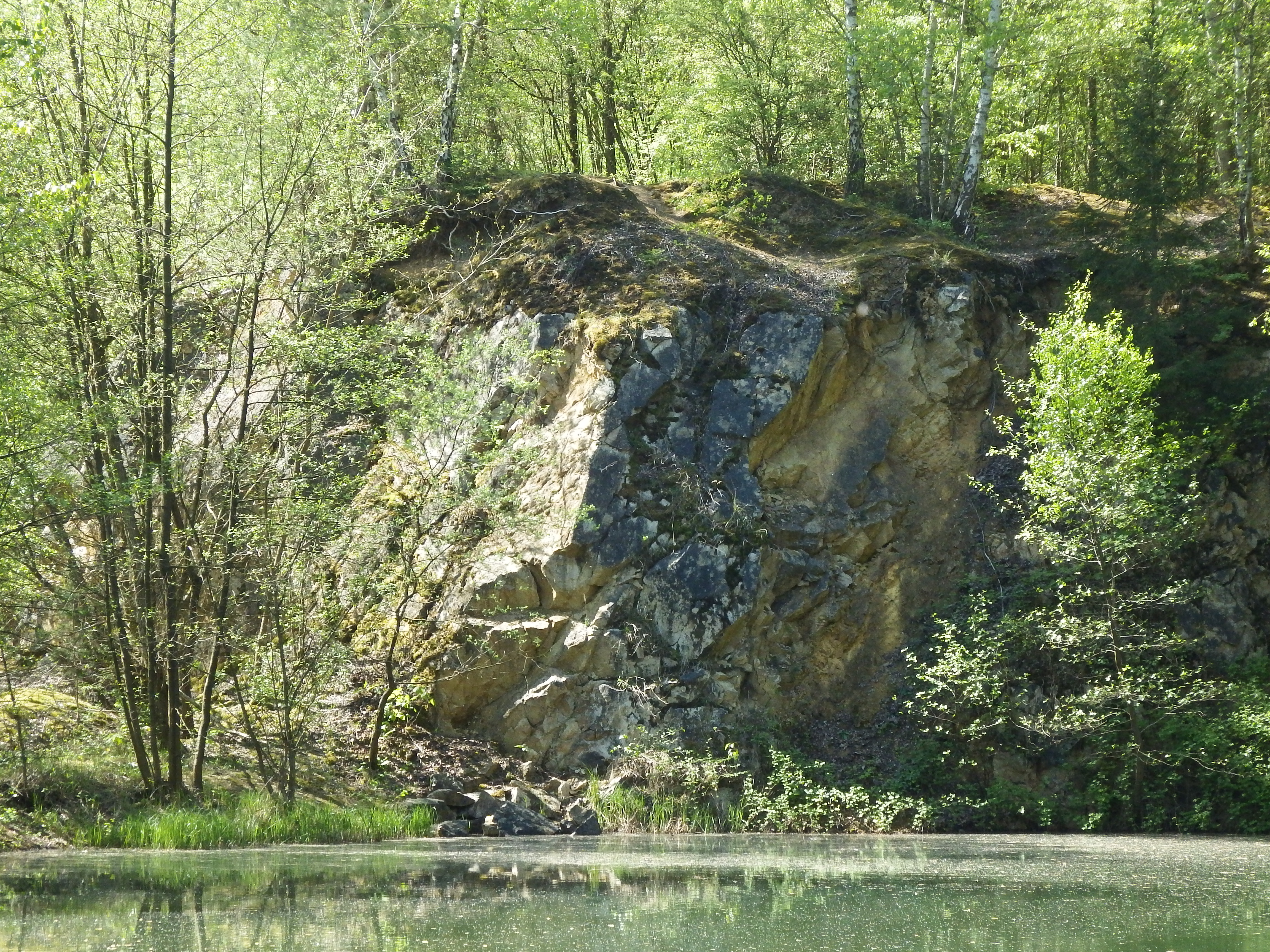
Offene Felswand im NSG
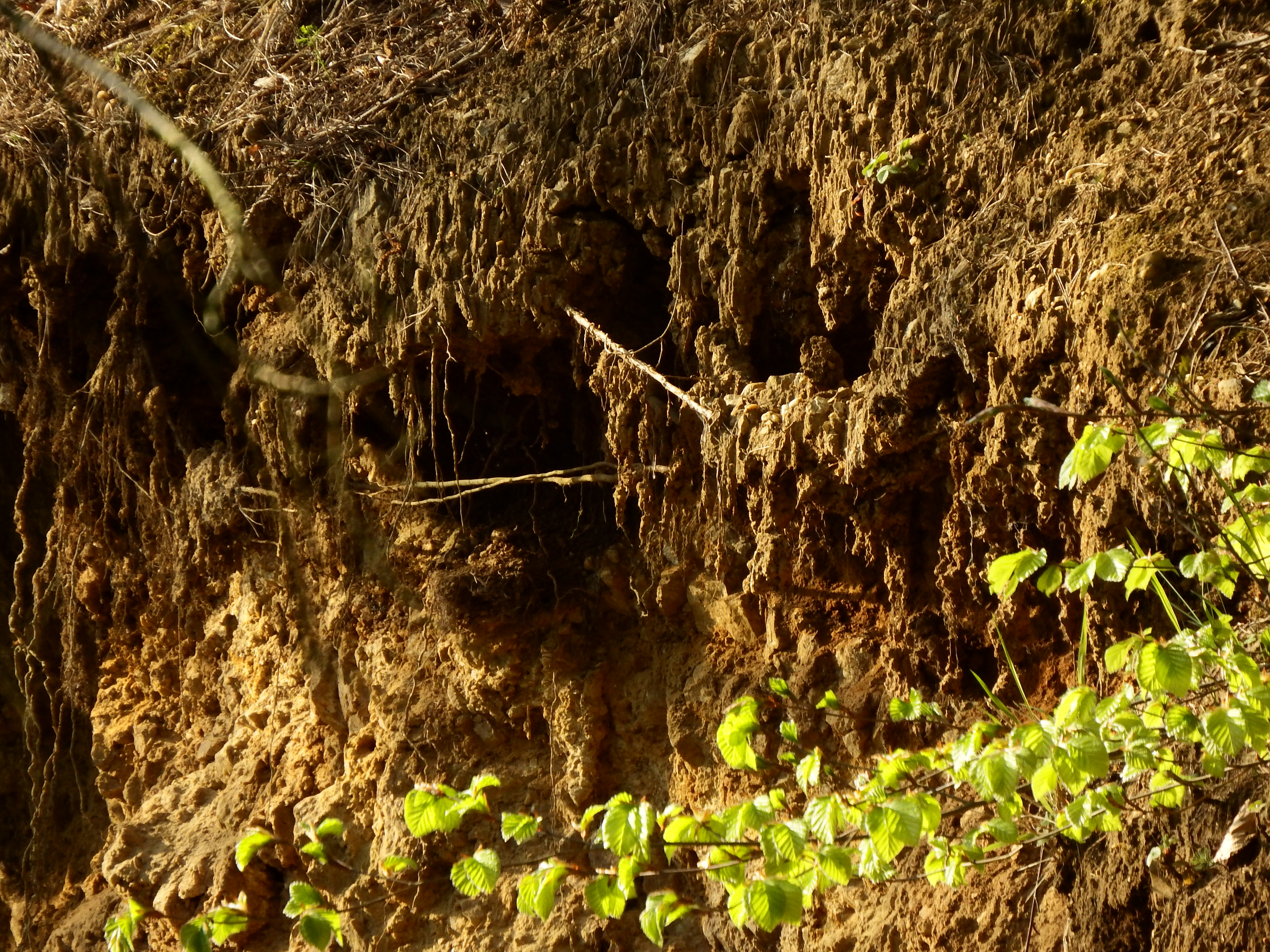
Lehmwand, Nistplatz für Eisvögel und Sandbienen
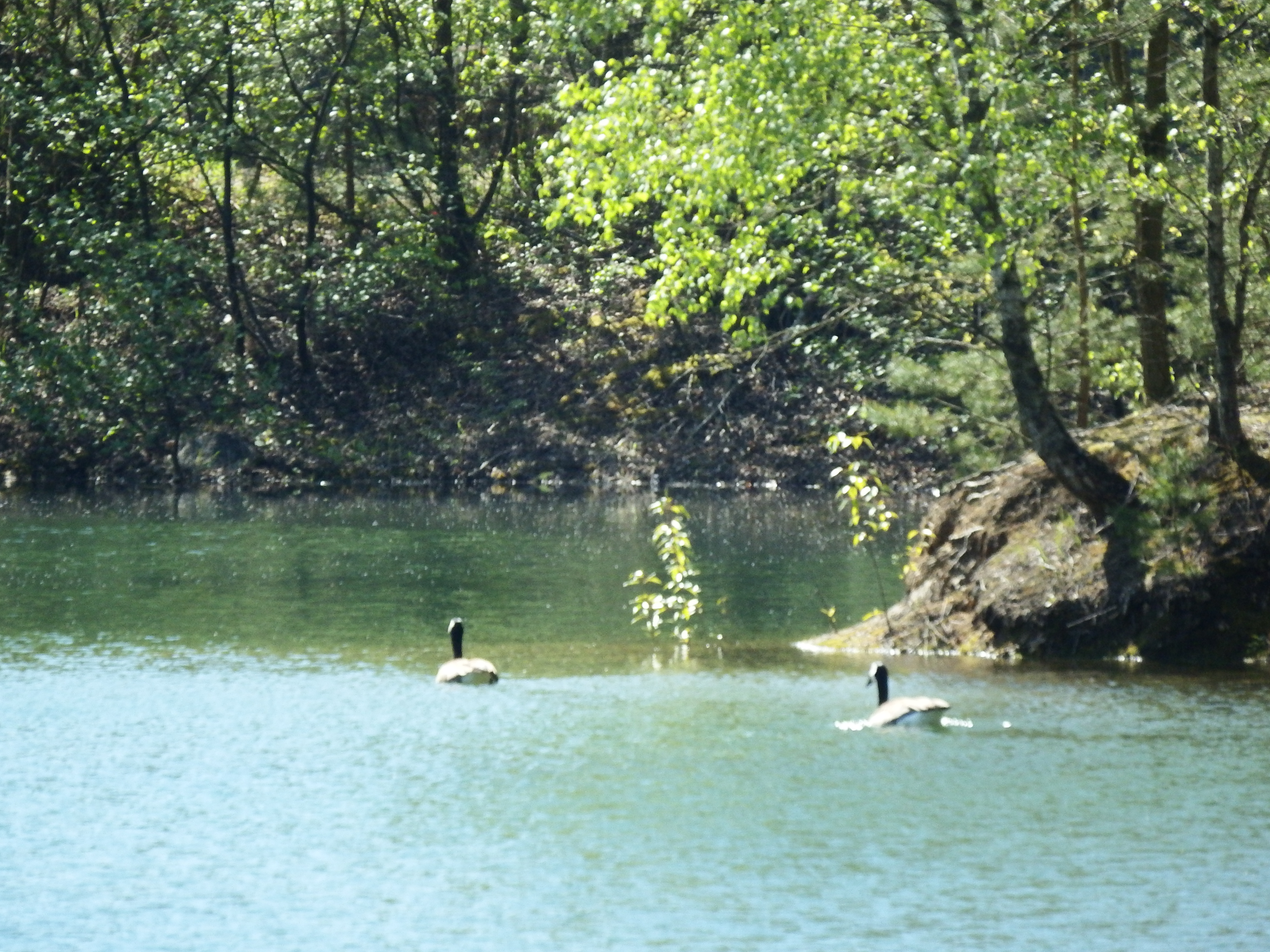
Kanadagans-Paar auf einer der Wasserflächen
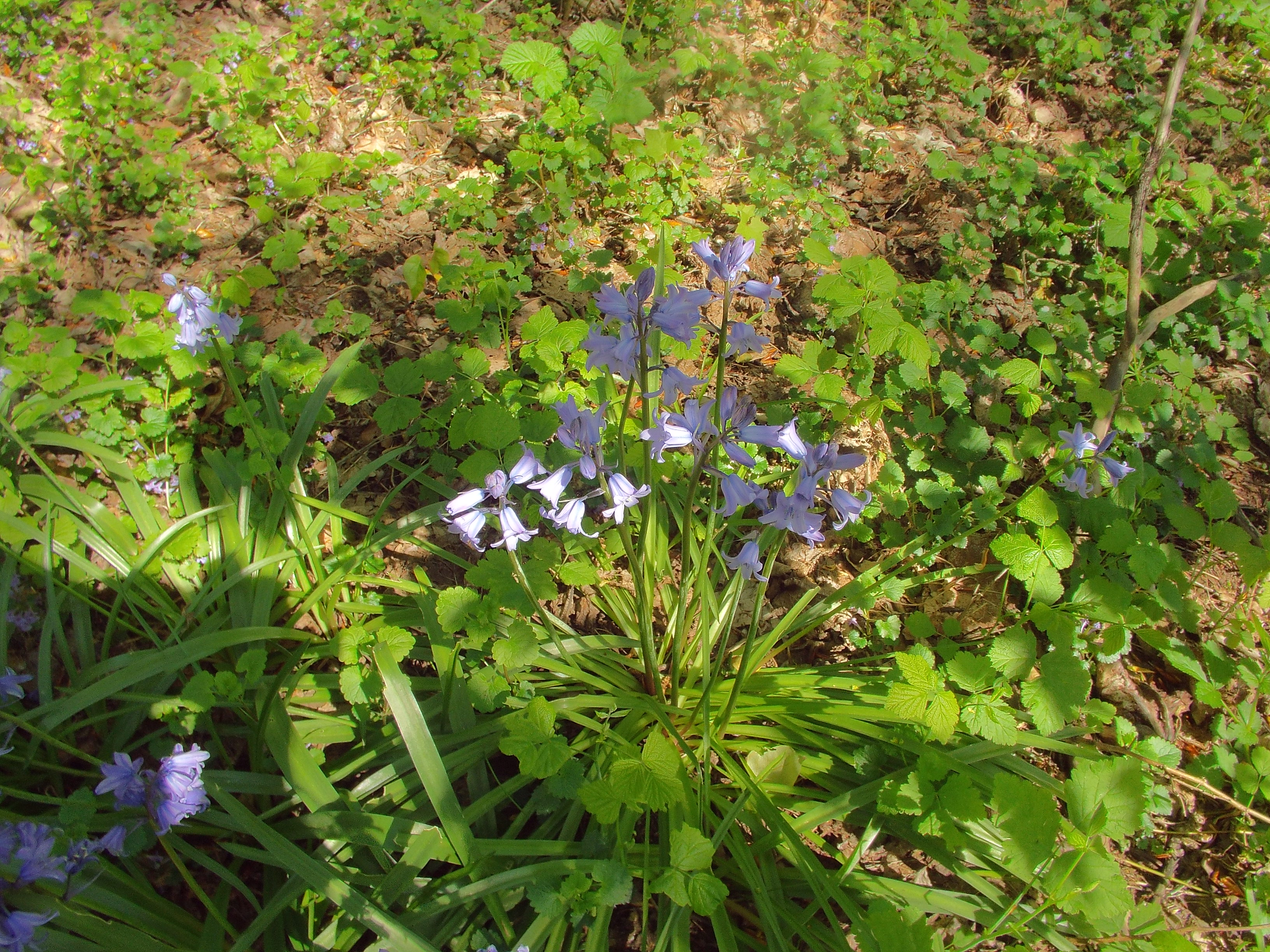
Hasenglöckchen im Waldbereich des NSGs

## Tourismus
Durch das Gebiet führen einige Wege mit Aussichtspunkten, an denen Infotafeln aufgestellt sind. In allen Naturschutzgebieten im Rheinisch-Bergischen Kreis, so auch in der Grube Cox, gilt ein striktes Wegegebot.